# اندیس شمال غرب کودگان
شمال غرب کودگان یک اندیس فلزی است که در حوالی شهر کردگان استان خراسان قرار دارد و مادهٔ معدنی موجود در آن، مس است.سنگ میزبان این اندیس آندزیت، بازالت است و دیرینگی آن به دوران ائو بالایی میرسد. در این اندیس، پاراژنز‌های کالکوسیت یافت میشوند.